# Leonid Kritz
Leonid Kritz (* 26. Februar 1984 in Moskau) ist ein deutscher Schachspieler russischer Herkunft. 
Er erlernte das Spiel im Alter von vier Jahren von seinem Vater. Mit sechs Jahren wurde er Mitglied des Sportvereins Spartak und erhielt dort seine schachliche Ausbildung. Im November 1996 übersiedelte er mit seiner Familie nach Deutschland ins Saarland und nahm seitdem an mehreren deutschen Meisterschaften teil. Im Jahre 1999 wurde er in Spanien Jugendweltmeister U16. Den Großmeistertitel erhielt er 2003. Die erforderlichen Normen hatte er bei einem internationalen Juniorenturnier im Januar 2001 in Zug, beim Schachfestival Bad Wörishofen im März 2003 und bei der europäischen Einzelmeisterschaft im Juni 2003 in Istanbul erfüllt.
Ende Juni 2003 erzielte er bei der Weltmeisterschaft U20 in Aserbaidschan 7,5 Punkte aus 13 Partien. 2004 nahm er an der FIDE-K.-o.-Weltmeisterschaft in Tripolis teil, bei der er in der zweiten Runde ausschied. Bei der Schacholympiade 2004 und den Mannschaftseuropameisterschaften 2005 und 2007 war er Mitglied der deutschen Nationalmannschaft.
Er spielte in der deutschen Schachbundesliga von 2004 bis 2006 für die SF Katernberg, in der Saison 2006/07 für die SG Porz und in der Saison 2007/08 für Werder Bremen. Daneben war er auch in anderen europäischen Ligen aktiv: in der belgischen Interclubs spielte er von 2005 bis 2007 für Namur Echecs, in der luxemburgischen Division nationale von 1999 bis 2005 für C.E. Le Cavalier Differdange, in der niederländischen Meesterklasse von 2006 bis 2008 für HMC Calder Den Bosch, in der österreichischen Bundesliga von 2004 bis 2007 für den SK Sparkasse Jenbach, während er in der französischen Top 16 in der Saison 2003/04 für Vandœuvre-Echecs, in der Saison 2006/07 für den Club de Chess 15 Paris und in der Saison 2007/08 für Marseille Duchamps spielte. In der United States Chess League spielte er 2009 für die Baltimore Kingfishers.
Bei ChessBase veröffentlichte er einige Lehrvideos über Eröffnungen: Safe and active with the Dutch Stonewall, Countering with the Chebanenko Slav und Being safe with the Berlin Wall.  
Kritz ist Stipendiat an der University of Texas at Dallas und studiert dort Business Administration. Seit Dezember 2012 ist er mit der Russin Nadeschda Kossinzewa verheiratet, die ebenfalls den Großmeistertitel trägt.